# 슈퍼알타입
《슈퍼알타입》(Super R-Type)은 닌텐도가 개발하고 판매한 비디오 게임이다.